# 培養皮膚
培養皮膚（ばいようひふ）とは、皮膚を構成する細胞を単離・培養し、人為的に作成した皮膚に類似した構造の組織のこと。皮革製品として生産されたものは、培養レザーと呼ばれる。

## 分類
今日、培養皮膚（注1）と呼称されているものには、培養表皮、培養真皮、そしてこれらを組み合わせた複合型培養皮膚の3つのタイプがある。培養表皮は表皮細胞と少数のメラノサイトから、培養真皮は真皮線維芽細胞とコラーゲンスポンジ等の疑似マトリックスから構成される。また、培養皮膚の移植を受ける者と細胞の提供者の関係によって、異種（ヒト以外の動物の細胞で作成した培養皮膚）、同種（他人の細胞で作成したもの）、自家（自分自身の細胞で作成したもの）といった語句をつけて区別する（例：自家複合型培養皮膚など）。

（注１）本来皮膚とは表皮と真皮の両者からなる組織のことである。そのため、「培養皮膚」という場合、厳密には複合型培養皮膚のみを指すと思われるが、用語に関する取り決めは未だ行われていない。複合型培養皮膚のみならず、培養表皮、培養真皮を含めた総称として「培養皮膚」が用いられることが少なくない。

（広義の）培養皮膚
　　　　　　　　—　培養表皮
　　　　　　　　—　培養真皮
　　　　　　　　—　複合型培養皮膚　＝（狭義の）培養皮膚

## 実用化
日本では、大学病院などの医療機関やバイオベンチャー企業を中心に、自家および同種の培養表皮や培養真皮、自家複合型培養皮膚の開発・臨床応用が行われてきた。

現在、株式会社ジャパン・ティッシュエンジニアリングが提供する自家培養表皮（商品名ジェイス®）が唯一医療用具として厚生労働省の承認を受け製品化されており、 2009年1月より保険収載されている。また、自家複合型培養皮膚も、株式会社セルバンクが東海大学との産学共同事業として実用化を目指している。

## 特性
これらの培養皮膚はいずれも、熱傷や皮膚潰瘍などの創閉鎖に使用されるが、それぞれの特性に応じて使用目的や得られる効果が異なる。

### 同種培養皮膚
永久生着することがない（自分の皮膚にはならない）ため、一時的な創傷被覆材（創傷治癒に最適な環境を維持するために創に貼布する医療材料）として使用される。細胞から創傷治癒を促進する物質が放出されることにより、治癒機転の促進効果が得られるとされている。他人の細胞を用いるため、事前に作成・保存しておき、必要時に遅滞なく使用することができるという利点がある。

同種培養表皮は、浅い創に限り上皮化を促進する効果が認められる。

同種培養真皮は、何度も貼り換えることによって創傷治癒促進効果を図る目的で使用される。比較的短期間のうちに、浅い創であれば治癒まで、深い創では皮膚移植に適した状態にすることが可能である。

### 自家培養皮膚
永久生着が得られることが最大の利点であるが、必要となった時点で自分自身の細胞を採取し作成するため、使用できるまである程度の期間を要するという欠点がある。将来的には、あらかじめ自分の細胞を保存しておき不慮の事態に備える、といったシステムを構築することでこの欠点を克服できると考えられる。

自家培養表皮の場合、その使用条件として、創に真皮成分が残存している必要がある。これは、表皮は真皮上でしか生育できないという理由による。そのため、深い創の場合、何らかの方法で真皮成分を再構築したうえで適用することが要求される。

一方、自家培養真皮では、真皮組織が再構築されるが表皮成分は含まれていないため、創閉鎖には皮膚移植（培養表皮移植でも可）が必要となる。

これらのことから、創閉鎖を行ううえで最も理想的なものは、表皮と真皮を同時に培養して一体化した複合型培養皮膚であるといえる。すなわち、3度熱傷のような皮膚全層が欠損する創においても、一度の適用で治療が完了するという利点を有している。
ただし、現在作成可能な複合型培養皮膚は、従来の分層植皮術（注2）で採取される皮膚片の代替物であり、広範囲熱傷において移植皮膚の不足が深刻な場合にのみ有効であると考えられる。分層植皮片と同様、色素沈着や収縮、硬化などがみられるため、特に整容面を重視するような場合には適さない。

（注2）従来の皮膚移植術は、大きく分けて2つに分類され、表皮と真皮全てを移植する全層植皮術と、表皮と真皮の一部（採取部に真皮を残す）を移植する分層植皮術とに分けられる。前者の移植皮膚は、術後の色素沈着が少なく、汗腺や毛包などの皮膚付属器が保たれ、健常皮膚と同様の柔軟性、弾力および伸縮性が保持される（※）。後者では皮膚付属器は含まれず、移植皮膚の色素沈着や収縮、硬化がみられる。しかしながら、移植皮膚の生着率の面からは組織量の少ない後者の方が有利である。また、真皮組織を残して採取することで採取部の再上皮化が起こり、同じ部位から複数回採取できることなどから、熱傷等の救命を目的とした創閉鎖には分層植皮術が用いられる。

（※）いわゆる全層植皮術には、Wolfe-Krauseの全層植皮術と含皮下血管網全層植皮術（PSVN植皮術）があるが、完全に皮膚全層を移植しているのは後者である。前者は皮膚片作成の過程で真皮の一部を削っているため、いわば厚目の分層植皮術に等しく、術後の色素沈着、二次的収縮および硬化といった機能的障害がみられることが多い。

## 安全性
培養皮膚では生きた細胞を用いているため、細胞を介した病原微生物の感染が問題となるが、自家培養皮膚は自分自身の細胞からなるため、そのリスクはゼロであるといえる。一方、同種培養皮膚では、厳密な検査を行った細胞のみを用いることで感染リスクを最小限にしているが、これをゼロにすることは難しく、また、未知のウイルスによる感染の可能性も否定できないという問題を抱えている。